# Щепетунин, Иван Феодосьевич
Иван Феодосиевич (Федосеевич) Щепетунин (25 сентября 1888 — 7 декабря 1971) — инженер-геохимик, профессор Иркутского государственного университета, первооткрыватель месторождений.
Родился в Иркутске 25 сентября 1888 года в семье мещанина.
В 1909 году окончил гимназию и поступил на естественное отделение физико-математического факультета Казанского университета.
За участие в студенческом движении был арестован и выслан в Иркутск. Окончил университет в 1916 году. Был призван в армию, прошёл обучение на курсах прапорщиков и преподавал противогазовое дело. В 1918 году мобилизован в армию адмирала Колчака химиком при аптечном складе, преподавал в Иркутской военно-инструкторской школе, с июля 1919 года в Иркутском военном училище, подпоручик. Позднее до 1924 года служил при Санитарной части 5-й Армии РККА зав. химической лабораторией.
С 1924 по 1927 год работал в системе Сибметторга по производству и исследованию медикаментов и местного лекарственного сырья.
С 1927 года инженер-химик в санитарно-химической лаборатории Бактериологического института. Там сделал открытие безсвинцовой глазури: предложил свинец заменять силикатом. Этот способ стал применяться повсеместно в СССР.
В 1930 году организовал Геохимическую лабораторию при Восточно-Сибирском геологическом управлении, которую возглавлял до 1950-х гг .
Занимался освоением и изучением комплексных рассолов и пластовых отложений Восточно-Сибирской платформы .
Открыл наличие брома и присутствие редких металлов (рубидия, цезия и лития), которые могли бы использоваться в промышленных масштабах, в отходах Тыретского и Усольского солеваренных заводов и скважинах на ст. Половина.
С 1936 года по совместительству преподавал в Иркутском университете. В 1937 году был арестован, но сразу отпущен, так как работал на военное ведомство.
В сентябре 1939 года присвоена степень кандидата химических наук без защиты диссертации «как ведущему работнику по исследованию минеральных ресурсов Восточной Сибири».
Был признан первооткрывателем Савинского месторождения магнезитов в Иркутской области (Приказ № 523 по Министерству Геологии РСФСР). Это крупнейшее в мире месторождение с запасом более миллиарда тонн.
С 1957 года на пенсии, продолжал заниматься преподавательской и научной деятельностью в Иркутском университете, профессор .
В 1960 году Приказом Центральной комиссии Главгеологии и охраны Недр при Совете Министров РСФСР был признан «первооткрывателем промышленных скоплений бромоносных, калийных, магниевых солей и их рассолов на территории Сибирской платформы» (Приказ № 5 от 13.09.1960).
Умер 7 декабря 1971 года.

### Награды
Награждён орденом Красной Звезды (1944) и медалями «За доблестный труд в Великой Отечественной войне 1941—1945 гг.» (1946), «За трудовую доблесть» (1949).